# Baltimore Bays 1968
Questa pagina raccoglie i dati riguardanti i Baltimore Bays nelle competizioni ufficiali della stagione 1968.

## Stagione
Sotto la guida dell'inglese Gordon Jago, la squadra venne rinforzata da alcuni giocatori provenienti dal campionato spagnolo, come Arcángel López, che fu capocannoniere della squadra con sette reti, e l'ex nazionale Carmelo Cedrún. I Bays ottennero il quarto posto nell'Atlantic Division, non accedendo alla parte finale del torneo.

## Organigramma societario
Area direttiva
- Presidente: Jerold Hoffberger
- General manager: Clive Toye

Area tecnica
- Allenatore: Gordon Jago
- Ass. allenatore: Garry Powel
- Equipe Manager: Al Shapanus
- Trainer: Al Battaglia

## Rosa
| N. |                              | Ruolo | Calciatore         |
| -- | ---------------------------- | ----- | ------------------ |
| 1  | Trinidad e Tobago (bandiera) | P     | Lincoln Phillips   |
| 2  | Brasile (bandiera)           | D     | Zé Maria           |
| 3  | Brasile (bandiera)           | D     | Uriel              |
| 4  | Israele (bandiera)           | D     | David Primo        |
| 5  | Brasile (bandiera)           | D     | Badu da Cruz       |
| 5  | Ghana (bandiera)             | C     | Yao Kankam         |
| 6  | Inghilterra (bandiera)       | A     | Dennis Viollet     |
| 7  | Spagna (bandiera)            | C     | Juan Santisteban   |
| 8  | Giamaica (bandiera)          | A     | Art Welch          |
| 9  | Paesi Bassi (bandiera)       | A     | Orlando Rijsenburg |
| 10 | Inghilterra (bandiera)       | A     | Brian Davies       |
| 11 | Argentina (bandiera)         | C     | Arcángel López     |
| 12 | Giamaica (bandiera)          | A     | Asher Welch        |
| 13 | Inghilterra (bandiera)       | P     | Terry Adlington    |
| 14 | Spagna (bandiera)            | D     | Calixto Méndez     |
| 15 | Paesi Bassi (bandiera)       | A     | Siegfried Haltman  |

| N. |                        | Ruolo | Calciatore         |
| -- | ---------------------- | ----- | ------------------ |
| 15 | Inghilterra (bandiera) | D     | Wilfred Tranter    |
| 16 | Argentina (bandiera)   | D     | Constantino Tejada |
| 17 | Giamaica (bandiera)    | D     | Winston Earle      |
| 18 | Ghana (bandiera)       | A     | Wilberforce Mfum   |
| 18 | Jugoslavia (bandiera)  | A     | Aleksander Nikolic |
| 19 | Stati Uniti (bandiera) | A     | Rusty Kindratiw    |
| 20 | Haiti (bandiera)       | A     | Guy Saint-Vil      |
| 21 | Stati Uniti (bandiera) | D     | Joe Speca          |
| 22 | Svezia (bandiera)      | A     | Leif Claesson      |
| 23 | Spagna (bandiera)      | P     | Carmelo Cedrún     |
| 24 | Stati Uniti (bandiera) | A     | Miguel Maliszewski |
| 25 | Canada (bandiera)      | A     | Rob Therrien       |
|    | Giamaica (bandiera)    | D     | Henry Largie       |
|    | Australia (bandiera)   | A     | Karl Minor         |
|    | Stati Uniti (bandiera) | A     | Carl Schwarzen     |